# Ромодан
Ромодан, ранее Ромодань (укр. Ромодан) — посёлок (ранее считавшийся селом), Ромодановский поселковый совет, Миргородский район, Полтавская область, Украина.
В Центральном государственном историческом архиве Украины в городе Киеве есть документы села Шарковщины к которой приписан Ромодан
Село указано на подробной карте Российской империи и близлежащих заграничных владений 1816 года как хутор Ромодановка
Является административным центром Ромодановского поселкового совета, в который, кроме того, входят сёла Конюшево, Сотницкое и Шарковщина.

## Географическое положение
посёлок Ромодан находится недалеко от истоков реки Лихобабовка.
На расстоянии в 1,5 км расположены сёла Конюшево, Кремянка (Лубенский район) и Ореховка (Лубенский район).
Крупный железнодорожный узел (линии на Полтаву, Кременчуг, Киев, Бахмач), станция Ромодан.

## История
Ромодань возник в 1880-х годах при строительстве железной дороги. Станция железной дороги Ромодань получила название от обобщающего название постоялых дворов (корчевен) на дороге, один из таких дворов находился на пересечении двух, ныне оставленных, но некогда оживлённых трактов.
В 1881 году началось строительство железнодорожной линии Кременчуг — Бахмач, а в 1888 году через Ромодань прошла магистраль Киев — Полтава. Строительство железнодорожной станции закончилось в 1896 году. Рядом была организована значительная торговля хлебом, имелись элеватор, почтовое отделение и сберегательная касса. Жителей было 2 000 человек обоего пола.
19—21 марта 1918 года — бои Отдельной запорожской дивизии с большевиками. С 25 октября 1938 года — посёлок городского типа.
13 сентября 1941 года Ромодан заняли войска Третьего рейха (вермахт). 27 сентября 1941 года в районе станции Ромодан броневые поезда № 31, № 34 и № 66 израсходовали последние боевые припасы, при отражении атак противника, уцелевшими в живых, членами экипажей броневых поездов было принято решение, в связи с разрушенными железнодорожными путями, прорываться к своим пешком и бронепоезда были взорваны.
18 сентября 1943 года 218-я Воронежская стрелковая дивизия РККА освободила железнодорожный узел п. Ромодан и приказом Верховного Главнокомандующего, от 19 сентября 1943 года, дивизии было присвоено почётное наименование «Ромодановская».
К началу 1955 года Ромодан представлял собой важный железнодорожный узел (через который шло движение на Полтаву, Лохвицу, Гребёнку и Кременчуг), здесь действовали предприятия по обслуживанию железнодорожного транспорта, средняя школа, клуб и три библиотеки.
В январе 1959 года численность населения составляла 7320 человек.
В 1983 году численность населения составляла 4,3 тыс. человек, здесь действовали хлебный завод, колхоз, рыбное хозяйство, 3 общеобразовательные школы, больница, 2 клуба, кинотеатр, Дом культуры, кинотеатр и 4 библиотеки.
В январе 1989 года численность населения составляла 4487 человек.
По результатам Всеукраинской переписи населения 2001 года, численность населения составляла 3225 человек.
В 2009 году ООО СП «НИБУЛОН» был построен и введён в эксплуатацию элеватор для хранения 150,5 тыс. т зерна.
В 2011 году в связи с недостаточным финансированием из трёх действовавших в Ромодане школ две были закрыты, осталась одна средняя общеобразовательная школа.
По состоянию на 1 января 2013 года численность населения составляла 2907 человек.
В 2015 году правительство Украины приняло постановление о реорганизации ведомственных медицинских учреждений, в соответствии с которым линейная поликлиника станции Ромодан Южной железной дороги была передана на баланс населённого пункта и преобразована в Ромодановскую амбулаторию общей практики и семейной медицины, финансирование деятельности медицинского учреждения с 2016 года осуществляется из средств местного бюджета.

## Экономика
- «Мир», сельскохозяйственное ООО.
- Филиал ООО СП «НИБУЛОН».

## Объекты социальной сферы
- Ромодановская ООШ І—ІІІ ступени.
- Детский сад «Василёк»
- Клуб
- Аптека А+
- Отделение «Нова Пошта»

## Транспорт
Станция Ромодан Южной железной дороги. Рядом проходит автомобильная дорога Р-42.

## Религия
- Свято-Димитриевский храм.

## Известные люди
- В селе родился и выучился Герой Советского Союза Ф. И. Минин.
- Здесь родился писатель М. Э. Козаков.